# Estación de Palais Royal - Musée du Louvre
Palais Royal - Musée du Louvre es una estación de las líneas 1 y 7 del metro de París situada en el I distrito de la capital. Es una estación muy frecuentada por los turistas al situarse en pleno corazón de la ciudad cerca del Museo del Louvre y del Palacio Real.

## Historia
La estación se inauguró en 1900 con la apertura de la línea 1. Inicialmente, se denominada Palais Royal. En 1989, fue renombrada como Palais Royal - Musée du Louvre al estar más cerca del museo que la vecina estación de Louvre - Rivoli, antes conocida como Louvre.
Desde la renovación del Museo del Louvre, cada andén de la línea 1 está unido a una galería comercial subterránea llamada el Carrousel du Louvre, que permite acceder al vestíbulo subterráneo del museo.
Por su parte la estación de la línea 7 data del 1 de julio de 1916.

## Descripción

### Estación de la línea 1
Se compone de dos andenes laterales de 90 metros de longitud y de dos vías. Inicialmente los andenes medían 75 metros, pero fueron prolongados con una cripta hasta su medida actual.
Como otras estaciones de la línea 1 se aleja del clásico diseño en bóveda. Sus paredes son verticales y su techo es metálico con tramos semicirculares, el conjunto está sujetado por varias vigas de acero que han sido pintadas de color morado. Por su parte, las paredes están revestidas de azulejos blancos de un tamaño mayor al habitual en el metro parisino.
La iluminación es de estilo Motte y se realiza con lámparas resguardadas en estructuras rectangulares de color morado que sobrevuelan la totalidad de los andenes no muy lejos de las vías.
La señalización, sobre paneles metálicos de color azul y letras blancas adopta la tipografía Motte. Por último los asientos, que también son de estilo Motte, combinan una larga y estrecha hilera de cemento revestida de azulejos blancos que sirve de banco improvisado con algunos asientos individualizados de color morado que se sitúan sobre dicha estructura. 

### Estación de la línea 7
Se compone de dos andenes laterales de 75 metros de longitud ligeramente curvados y de dos vías.
Es muy similar a la estación de la línea 1 con la diferencia de que sí está diseñada en bóveda y de que los azulejos blancos son los habitualmente empleados en el metro parisino. También varía el color empleado para adornar la estación ya que en este caso se usa el color naranja.
Los accesos a los andenes se realizan a través de dos pasarelas que sobrevuelan las vías en ambos extremos de la estación.

## Accesos
La estación dispone de cinco accesos. Dos de ellas están catalogadas como Monumento Histórico al conservar el edículo Guimard creando en 1900.
- Acceso 1: museo del Louvre
- Acceso 2: plaza du Palais Royal
- Acceso 3: calle de Rivoli
- Acceso 4: calle de Valois
- Acceso 5: plaza Colette por el Kiosque des Noctambules

### El Quiosco de los Noctámbulos
Esta nueva boca de metro, situada en la plaza Colette, fue construida en el año 2000 para celebrar el primer centenario del metro de París. Realizada bajo la dirección de Jean-Michel Othoniel en un estilo controvertido, fue inaugurada en octubre de dicho año. Esta obra de arte contemporáneo ha suscitado tantos comentarios como las que construyera Hector Guimard en su momento.
Las dos cúpulas del Quiosco de los Noctámbulos representan el día y la noche, y están hechas de perlas de cristal de Murano coloreadas y engarzadas en una estructura de aluminio, una obra inesperada y original que está situada en un entorno clásico como es la Plaza Colette.

### El frescoHuichol(Wixárika)
En 1997, para celebrar los treinta años de cooperación entre las compañías de metro de México y de París, se organizó un intercambio de arte entre ambos países. De esta manera, uno de los accesos de la estación parisina alberga un frescoEl pensamiento y el alma huicholes", elaborado por el chamán Santos de la Torre, compuesto de dos millones de perlas de 2 mm de diámetro. En contrapartida, la Ciudad de México recibió el 14 de noviembre de 1998 un edículo de Guimard, que puede ser encontrado en la estación del metro Bellas Artes.